# آنا هوبكين
آنا هوبكين (مواليد 24 أبريل 1996) هي سباحة بريطانية. فازت بالميدالية الذهبية كجزء من الفريق البريطاني في الألعاب الأولمبية الصيفية 2020 في طوكيو، اليابان في سباق سباحة 4 × 100 متر تتابع متنوع مختلط ، محققة بذلك رقمًا قياسيًا عالميًا جديدًا.